# Мобилна лансирна платформа
Мобилна лансирна платформа (енгл. Mobile Launcher Platform), или скраћено МЛП, је била двоспратна структура коју је агенција НАСА у свемирском центру Кенеди користила приликом монтаже и лансирања спејс-шатла. У периоду када је шатл био у употреби постојале су три идентичне лансирне платформе. МЛП је прво служила да се на њој споје све компоненте спејс-шатла (спољни резервоар, помоћни ракетни мотори на чврсто гориво и орбитер; цео тај склоп касније се називао „стек“) у згради за вертикалну монтажу (VAB), након тога целу платформу са „стеком“ на себи подигао би гусеничар транспортер и одвезао до лансирне рампе 39, где је рампа служила као стандардна лансирна рампа са које је шатл полетао. МЛП је првобитно пројектована за пројекат Аполо 1960их и 1970их, када је служила исту сврху као и код шатла, само је ракета-носач била Сатурн V. Платформа је остала у употреби током целог програма Спејс-шатл, све до 2011. године, уз одређене модификације. Касније је изграђена нова платформа слична старим, али наменски пројектована за ракете-носаче тешке категорије које ће агенција НАСА у будућности користити за лансирање људи ка Месецу и Марсу.

## Функција
Маса сваке празне МЛП је 3.730.000 kg, док је њена маса са „стеком“ спејс-шатла на себи (док је спољни резервоар за течно гориво и даље празан) око 5.000.000 kg. Димензије рампе су 49 x 41 m (преко 2.000 m2), док је њена висина 7,6 m. МЛП је транспортована помоћу гусениачара транспортера, који је био димензија 40 x 35 m, и висине 6,1 m. Транспортер је имао масу од 3.000.000 kg када је празан. Његова максимална брзина са МЛП и шатлом на себи била је 1,6 km/h, и поседовао је систем за нивелацију како би МЛП и шатл увек били у савршено водоравном положају, што је било неопходно јер је прилаз лансирној рампи 39 СЦ Кенеди нагнут под углом од 5°. Два дизел-мотора од 2.050 kW (2.750 кс) покретала су сваки транспортер.
Првобитно позната под називом „Мобилни лансер“ (енгл. Mobile Launcher), МЛП је пројектована у оквиру стратегије агенције НАСА за вертикалну монтажу и и транспорт ракета-носача. Овим поступком ракета-носач се саставља у вертикалном положају, из којег се и лансира, чиме се избегава потреба да се након транспорта до лансирне рампе у хоризонталном положају цела ракета дизалицама подиже у вертикалан положај (приступ који су изабрали инжењери у СССР).
Мобилна лансирна платформа стајала је на шест „ногу“ висине 6,7 метара када се налази у месту (када није на гусеничару транспортеру). На њу би се прво монтирали помоћни ракетни мотори на чврсто гориво. Затим би се велики спољни резервоар за течно гориво спустио између њих, и са њима спојио. На крају би се краном подизао орбитер и спајао са спољним резервоаром. Тада би се довозио гусеничар транспортер који би подигао платформу са „стеком“ на себи, и одвезао их до лансирне рампе где би их сустио и оставио. Након лансирања транспортер би дошао до рампе, покупио МЛП и одвезао је назад до VAB за следеће лансирање.